# AB Myntverket

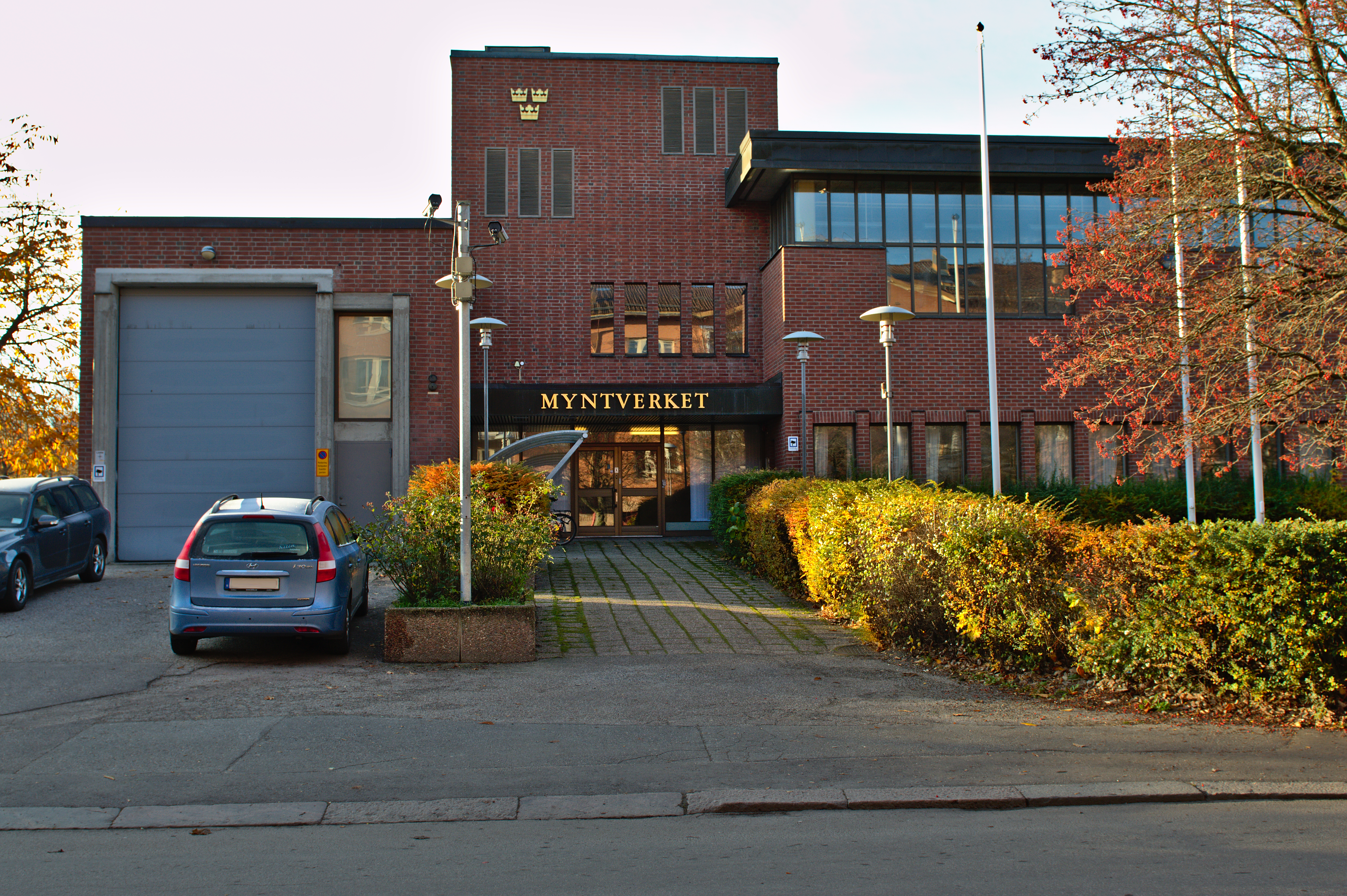
Myntverket i Eskilstuna

AB Myntverket var ett svenskt företag med säte i Eskilstuna, verksamt 2002-2011, vilket bland annat tillverkade mynt till Sveriges riksbank samt medaljerna för Nobelpriset.
Under historisk tid har Sverige haft ett flertal myntverk. Från 1594 fick Sverige en ämbetsman med ansvar för all myntning jämte kontroll av alla ädelmetaller som tillverkades i landet, kallad myntguardien, riksverdien eller myntvärdie. Sedan Avesta myntverk lagts ned 1832 och myntverket i Stockholm var det enda som fanns kvar sammanslogs 1833 Kungliga Myntverket i Stockholm med Controll-Werken för kontroll av ädelmetall till ett ämbetsverk med myntmästaren som chef. 1910 sammanslogs Kungliga Myntverket med Justeringsverket till Mynt- och justeringsverket. 1972 delades åter de båda ämbetsverken.
Myntverket bolagiserades 2002 och köptes sedan av det av finländska staten helägda företaget Myntverket i Finland Ab (Suomen Rahapaja Oy).
År 2011 beslutade Myntverket i Finland Ab att mynttillverkningen i Eskilstuna skulle läggas ned och därefter upphörde mynttillverkningen i Sverige. Medaljtillverkningen, inklusive ansvaret för Nobelmedaljerna, överläts samtidigt till Svenska Medalj AB.